# Budapest Titans 2023
Questa voce raccoglie le informazioni riguardanti i Budapest Titans nelle competizioni ufficiali della stagione 2023.

## Hungarian Football League 2023

### Stagione regolare
| Diósd 1º aprile 2023, ore 15:00 1ª giornata | Budapest Titans | 30 – 14 | CFS Guardians | Diósdi Sportpálya |

| Budapest 16 aprile 2023, ore 14:30 3ª giornata | Budapest Titans | 26 – 21 | Borsod Bobcats | Szabadkikötő SE |

| Diósd 22 aprile 2023 4ª giornata | Budapest Titans | 12 – 34 | Újpest Bulldogs | Diósdi Sportpálya |

| Szombathely 6 maggio 2023, ore 15:00 6ª giornata | Szombathely Crushers | 0 – 28 | Budapest Titans | SZSE pálya |

| Székesfehérvár 14 maggio 2023 7ª giornata | VSD Rangers | 0 – 20 | Budapest Titans | First Field |

| Budapest 27 maggio 2023, ore 15:00 9ª giornata | Budapest Cowbells | 10 – 7 | Budapest Titans | Tichy Lajos Sportcentrum |

### Playoff
| Diósd 18 giugno 2023, ore 13:30 Wild Card | Budapest Titans | 30 – 14 | Szombathely Crushers | Diósdi Sportpálya |

| Budapest 24 giugno 2023, ore 15:00 Semifinale | Budapest Wolves | 42 – 20 | Budapest Titans | Kincsem Park |

## Statistiche di squadra
| Competizione      | %Vittorie | In casa | In casa | In casa | In casa | In casa | In casa | In trasferta | In trasferta | In trasferta | In trasferta | In trasferta | In trasferta | Totale | Totale | Totale | Totale | Totale | Totale |
| Competizione      | %Vittorie | G       | V       | N       | P       | Pf      | Ps      | G            | V            | N            | P            | Pf           | Ps           | G      | V      | N      | P      | Pf     | Ps     |
| ----------------- | --------- | ------- | ------- | ------- | ------- | ------- | ------- | ------------ | ------------ | ------------ | ------------ | ------------ | ------------ | ------ | ------ | ------ | ------ | ------ | ------ |
| Stagione regolare | .667      | 3       | 2       | 0       | 1       | 68      | 69      | 3            | 2            | 0            | 1            | 55           | 10           | 6      | 4      | 0      | 2      | 123    | 79     |
| Playoff           | .500      | 1       | 1       | 0       | 0       | 30      | 14      | 1            | 0            | 0            | 1            | 20           | 42           | 2      | 1      | 0      | 1      | 50     | 56     |
| Totale            | .625      | 4       | 3       | 0       | 1       | 98      | 83      | 4            | 2            | 0            | 2            | 75           | 52           | 8      | 5      | 0      | 3      | 173    | 135    |